# Franz Hiemesch
Franz Hiemesch (n. 15 decembrie 1849, Brașov, Imperiul Austriac – d. 4 aprilie 1911, Brașov, Austro-Ungaria) a fost un politician din Brașov, Transilvania.

## Biografie
Născut ca fiu al unui pastor luteran, Franz Hiemesch a urmat Școala gimnazială din Sighișoara, studiind apoi dreptul la Sibiu, Leipzig și Cluj. În timpul studiilor sale a devenit în 1871 membru al Frăției studențești Normannia din Leipzig. La terminarea studiilor a fost recunoscut doctor în drept, iar apoi a ocupat diferite funcții la Brașov, cum ar fi cele de consultant în avocatură, consilier economic al orașului (în 1878), comandant șef al poliției (în 1884) și primar între anii 1898-1911.
Franz Hiemesch a făcut parte din Consistoriul pe țară al Bisericii Evanghelice de Confesiune Augustană din Transilvania. 
A fost membru al Universității Națiunii Săsești din Transilvania.

## Distincții
În 1907 a primit Crucea de Cavaler al Ordinului Franz Joseph, iar în 1908 a devenit consilier regal.  

## Vezi și
- Lista primarilor Brașovului